# 石田恒信
石田 恒信（いしだ つねのぶ、1905年〈明治38年〉6月8日 - 1991年〈平成3年〉2月18日）は、大正時代に活躍した競泳選手。関西学院大学在学中の1924年、パリオリンピックに出場した。大学卒業後は阪神電気鉄道に入社。第二次世界大戦戦中・戦後の困難な時期に阪神甲子園球場の球場長を務めた。

## 経歴
大阪府出身。旧制茨木中学校（現在の大阪府立茨木高等学校）に学ぶ。茨木中学校は体育教諭・杉本伝の指導のもとで水泳の盛んな学校であった。1920年（大正9年）8月、茨木中学校は石田（3年生）、入谷唯一郎・高石勝男（2年生）ら5人の選手で第4回戸田全日本競泳大会（静岡県戸田湾、東京帝国大学主催）に出場して優勝を果たす。この大会で石田は100m背泳ぎ（1分40秒6）と200m平泳ぎ（3分37秒0）で優勝した。その後、第5回水泳大会（1920年8月）の100m背泳ぎ、第6回大毎全国中等大会（1920年）の100m背泳ぎで優勝。1921年8月の第1回全国競泳大会（浜名湖、浜名湾游泳協会主催）では100m背泳ぎ（1分26秒6）・200m平泳ぎ（3分11秒6）で優勝し、200mリレーと800mリレーの一員として茨木中の優勝に貢献した。
1923年の第6回極東選手権競技大会（大阪）では、220ヤード平泳ぎで2位に入り、200m平泳ぎでは優勝した。第8回全国大会（1923年8月、芝公園）では200m平泳ぎ（3分10秒2）で優勝。
関西学院大学在学中、1924年パリオリンピックの競泳日本代表選手に選ばれる。男子100m背泳ぎ、200m平泳ぎに出場し、それぞれ1分26秒9、3分09秒2の成績を残したが、いずれも予選落ちに終わった。
1929年（昭和4年）、大学卒業後は阪神電気鉄道に入社。戦前（第7代）・戦中戦後（第9代）の甲子園球場長を務め、戦中の日本軍による接収、空襲、戦後の米軍による接収といった困難な時代を経験した。その後、阪神電鉄の経営企画室課長などを務めた。

## 備考
- 退職後に「甲子園の回想」「続甲子園の回想」と題する手記（手製本）を書き記しており、甲子園球場の歴史に関する貴重な史料となっている[14][15][16]。